# Мастин, Бёрт
Бёрт Ма́стин (Му́стин) (англ. Burt Mustin; 8 февраля 1884, Питтсбург, Пенсильвания — 28 января 1977, Глендейл, Калифорния) — американский характерный актёр кино и телевидения, менее известен как актёр радио и театра, певец. Начал карьеру киноактёра в возрасте 67 лет и за 25 лет (1951—1976) снялся в почти двух сотнях фильмов и сериалов, работая почти до самой своей смерти, произошедшей в возрасте 92 лет.

## Биография
Бёртон Хилл Мастин родился 8 февраля 1884 года в Питтсбурге (штат Пенсильвания, США). Отца звали Уильям И. Мастин, он работал биржевым маклером; мать — Сэди Мастин (до брака — Доррингтон).
Окончил Пенсильванский военный колледж (ныне — Университет Уайденер) по специальности «Гражданское строительство» в 1903 году. В колледже играл на тромбоне, увлекался хоккеем. После его окончания некоторое время проработал инженером, потом стал продавцом автомобилей. К 1916 году он занимался продажами автомобилей Oakland Sensible Sixes, затем — люксовых Franklin, Mercury и Lincoln, но начавшаяся Вторая мировая война сильно ударила по этому рынку и Мастину пришлось оставить эту работу. Он стал фискальным агентом компании «Бюро Лучшего Бизнеса», затем — Торговой палаты США.
В 1920-х годах Мастин изредка выступал на радио и театральных подмостках. Он был диктором на радио KDKA, членом труппы «Гилберт и Салливан», играл в Питтсбургской опере. В конце 1930-х годов вступил в музыкальное общество «Гармония парикмахерской», где часто выступал в роли церемониймейстера.
В конце 1940-х годов Мастин переехал в город Тусон (штат Аризона). Там в постановке «Детективная история» его увидел известный кинорежиссёр Уильям Уайлер. Он предложил актёру сняться в эпизодической роли в готовящемся одноимённом фильме, на что 66-летний Мастин согласился. Вскоре актёр переехал в Лос-Анджелес, где стал много и регулярно, несмотря на возраст, сниматься. Его образ — высокий старик с фигурой пугала, лысый, с носом-клювом — очень скоро стал одним из самых узнаваемых и востребованных среди пожилых актёров Голливуда и мира.
С 1921 года и до конца жизни — активный член организации Lions Clubs International. Актёр не пил, не курил, соблюдал диеты.
Бёрт Мастин скончался 28 января 1977 года в городе Глендейл (Калифорния), не дожив полторы недели до своего 93-го дня рождения. Похоронен на кладбище «Голливудские холмы».

### Личная жизнь
15 июня 1915 года Мастин женился на девушке по имени Франсис Робайна Вудс. Пара прожила вместе 54 года до самой смерти супруги 18 августа 1969 года. Детей у них не было.

## Избранная фильмография

### Широкий экран
В титрах указан
- 1952 — Измена / The Sellout — «Лось» М. Ладенс
- 1952 — Необузданные[англ.] / The Lusty Men — Джеремайя Уотрас
- 1953 — Признание одной девушки / One Girl's Confession — садовник
- 1954 — Королева скота из Монтаны / Cattle Queen of Montana — Дэн
- 1956 — Край ада[англ.] / Edge of Hell — мистер Моррисон
- 1963 — Доведённый до ручки[англ.] / The Thrill of It All — дворецкий
- 1964 — Убийцы / The Killers — старик
- 1965 — Кэт Баллу / Cat Ballou — обвинитель
- 1969 — Время умирать[англ.] / A Time for Dying — Эд
- 1969 — Привет герою[англ.] / Hail, Hero! — старик
- 1970 — Тигра за хвост[англ.] / Tiger by the Tail — Том Даггер
- 1974 — Херби снова в седле[англ.] / Herbie Rides Again — богач в особняке
- 1974 — Мэйм[англ.] / Mame — дядя Джефф
- 1975 — Самый сильный человек в мире / The Strongest Man in the World — регент Эпплби
- 1976 — Ястреб Бейкера[англ.] / Baker's Hawk — генерал

В титрах не указан
- 1951 — Последний форпост[англ.] / The Last Outpost — маршал
- 1951 — Детективная история / Detective Story — Вилли, швейцар
- 1953 — Серебряный кнут[англ.] / The Silver Whip — дядя Бен Нанэн
- 1953 — Она не могла сказать «нет»[англ.] / She Couldn't Say No — Эмос
- 1953 — Викки / Vicki — коридорный
- 1953 — Лев на улицах[англ.] / A Lion Is in the Streets — Свифт
- 1954 — Административная власть / Executive Suite — Сэм Тил
- 1954 — Свидетель убийства / Witness to Murder — ночной сторож на стройке
- 1954 — Серебряная жила / Silver Lode — горожанин
- 1955 — Принц игроков / Prince of Players — шахтёр
- 1955 — Часы отчаяния / The Desperate Hours — Карл, ночной сторож
- 1955 — Человек с оружием[англ.] / Man with the Gun — гостиничный портье
- 1956 — В утро Великого дня[англ.] / Great Day in the Morning — доктор
- 1956 — Центр бури[англ.] / Storm Center — Карл
- 1956 — Эти дикие годы[англ.] / These Wilder Years — старик
- 1957 — Округ Рэйнтри / Raintree County — старик со «вспышкой»
- 1958 — Пастух[англ.] / The Sheepman — старик на лестнице
- 1958 — Большая страна / The Big Country — старик
- 1958 — Собирайтесь вокруг флага, ребята![англ.] / Rally Round the Flag, Boys! — Милтон Эванс, председатель городского собрания
- 1959 — История агента ФБР[англ.] / The FBI Story — дядя Фадд Шнайдер
- 1960 — Домой с холма[англ.] / Home from the Hill — сотрудник АЗС
- 1960 — Приключения Гекльберри Финна[англ.] / The Adventures of Huckleberry Finn — старый фермер с дробовиком
- 1961 — Белоснежка и три балбеса / Snow White and the Three Stooges — фермер
- 1962 — Всё рушится[англ.] / All Fall Down — бродяга
- 1962 — Приключения молодого человека[англ.] / Hemingway's Adventures of a Young Man — старый солдат
- 1963 — Сын Флаббера[англ.] / Son of Flubber — судебный пристав
- 1963 — Сумерки чести[англ.] / Twilight of Honor — судебный клерк[англ.]
- 1964 — Злоключения Мерлина Джонса[англ.] / The Misadventures of Merlin Jones — судебный пристав
- 1964 — Так держать![англ.] / What a Way to Go! — адвокат
- 1964 — Секс и незамужняя девушка / Sex and the Single Girl — Харви
- 1965 — Цинциннати Кид / The Cincinnati Kid — старик в бильярдной
- 1966 — Призрак и мистер Цыплёнок[англ.] / The Ghost and Mr. Chicken — мистер Делигондо
- 1967 — Приключения Кнута Гриффина / The Adventures of Bullwhip Griffin — горожанин
- 1967 — Астронавт поневоле[англ.] / The Reluctant Astronaut — Нед
- 1968 — Спидвей / Speedway — уборщик в кофейне
- 1968 — Дантист на Диком Западе[англ.] / The Shakiest Gun in the West — Старый Артимус
- 1969 — Большое ограбление банка[англ.] / The Great Bank Robbery — стекольщик
- 1971 — Нечестная игра[англ.] / Skin Game — ливрейщик на ярмарке
- 1972 — Сейчас вы его видите, теперь — нет[англ.] / Now You See Him, Now You Don't — мистер Рид

### Телевидение
- 1951 — Приключения Кита Карсона[англ.] / The Adventures of Kit Carson — Дейв Лоуэри (в эпизоде Fury at Red Gulch)
- 1952—1953, 1955 — Наша мисс Брукс[англ.] / Our Miss Brooks — разные роли (в 5 эпизодах)
- 1953 — Вы там[англ.] / You Are There — старик (в эпизоде The Assassination of Julius Caesar (March 15, 44 B.C.))
- 1953 — Шоу Эбботта и Костелло[англ.] / The Abbott and Costello Show — глухой старик (в эпизоде Little Old Lady)
- 1953 — Шоу Лоретты Янг[англ.] / The Loretta Young Show — разные роли (в 2 эпизодах)
- 1954 — Отец знает лучше[англ.] / Father Knows Best — старик (в эпизоде Grandpa Jim's Rejuvenation)
- 1955 — Одинокий всадник[англ.] / The Lone Ranger — извозчик (в эпизоде Heritage of Treason[англ.])
- 1955 — Приключения Рин Тин Тина[англ.] / The Adventures of Rin Tin Tin — Джеймсон Пенроуз (в эпизоде The Legacy of Sean O'Hara)
- 1955 — Истории техасских рейнджеров[англ.] / Tales of the Texas Rangers — Нед Уоткинс (в эпизоде Home in San Antone)
- 1955—1956 — Великий Гилдерслив[англ.] / The Great Gildersleeve — Фоли (в 5 эпизодах)
- 1955—1957 — Театр у камина[англ.] / Fireside Theatre — разные роли (в 3 эпизодах)
- 1955, 1960 — Театр General Electric[англ.] / General Electric Theater — разные роли (в 3 эпизодах)
- 1956 — Театр научной фантастики[англ.] / Science Fiction Theatre — мистер Стивенсон (в эпизоде Brain Unlimited)
- 1956 — Крестоносец[англ.] / Crusader — Гормен (в эпизоде The Girl Across the Hall)
- 1956 — Декабрьская невеста[англ.] / December Bride — Хэнк (в эпизоде Football Hero)
- 1956—1957 — Видео-театр «Люкс»[англ.] / Lux Video Theatre — разные роли (в 3 эпизодах)
- 1956, 1958 — Миллионер[англ.] / The Millionaire — разные роли (в 2 эпизодах)
- 1957—1962 — Предоставьте это Биверу[англ.] / Leave It to Beaver — Гас, пожарный (в 14 эпизодах[англ.])
- 1958 — Неугомонный ствол[англ.] / The Restless Gun — старик (в эпизоде A Pressing Engagement)
- 1958 — Маверик / Maverick — Генри (в эпизоде The Day They Hanged Bret Maverick[англ.])
- 1958—1959 — Театр 90[англ.] / Playhouse 90 — старик (в 2 эпизодах)
- 1959 — Ричард Даймонд, частный детектив[англ.] / Richard Diamond, Private Detective — хозяин клуба (в эпизоде Pack Rat)
- 1959 — Территория Тумстоун[англ.] / Tombstone Territory — «Счастливчик» Джек Оливер (в эпизоде The Black Diamond)
- 1959—1960 — Техасец[англ.] / The Texan — разные роли (в 3 эпизодах)
- 1959, 1961 — Питер Ганн[англ.] / Peter Gunn — разные роли (в 2 эпизодах)
- 1960 — Мистер Счастливчик[англ.] / Mr. Lucky — дядя Билли (в эпизоде The Leadville Kid Gang)
- 1960 — Сёрфсайд 6[англ.] / Surfside 6 — студент (в эпизоде The Clown)
- 1960, 1962 — Сумеречная зона / The Twilight Zone — разные роли (в 2 эпизодах)
- 1960, 1962—1963 — Успех Доби Гиллис[англ.] / The Many Loves of Dobie Gillis — разные роли (в 4 эпизодах[англ.])
- 1960—1966 — Шоу Энди Гриффита / The Andy Griffith Show — разные роли (в 14 эпизодах[англ.])
- 1961 — Триллер[англ.] / Thriller — красношляпник (в эпизоде A Third for Pinochle)
- 1961, 1963 — Альфред Хичкок представляет / Alfred Hitchcock Presents — разные роли (в 3 эпизодах)
- 1961, 1963, 1965—1966 — Бонанза / Bonanza — разные роли (в 4 эпизодах[англ.])
- 1962 — Сансет-стрип, 77[англ.] / 77 Sunset Strip — Кибицер (в эпизоде Mr. Bailey's Honeymoon[англ.])
- 1962—1963 — Alcoa представляет[англ.] / Alcoa Premiere — Джон (в 2 эпизодах)
- 1962, 1964 — Доктор Килдейр[англ.] / Dr. Kildare — разные роли (в 3 эпизодах[англ.])
- 1962, 1965 — Бен Кейси / Ben Casey — мистер Паркер (в 2 эпизодах[англ.])
- 1962—1963, 1965—1966, 1970 — Три моих сына[англ.] / My Three Sons — разные роли (в 5 эпизодах[англ.])
- 1963 — Шоу Дика Ван Дайка[англ.] / The Dick Van Dyke Show — Дональд Паркер (в эпизоде Very Old Shoes, Very Old Rice[англ.])
- 1963—1964 — Новое шоу Фила Сильверса[англ.] / The New Phil Silvers Show — разные роли (в 3 эпизодах)
- 1964 — Караван повозок[англ.] / Wagon Train — Макс (в эпизоде The Jed Whitmore Story[англ.])
- 1964 — За гранью возможного / The Outer Limits — доктор Эймс (в эпизоде The Guests)
- 1964—1965 — Программа Джека Бенни / The Jack Benny Program — Эд (в 2 эпизодах[англ.])
- 1964—1965 — Деревенщина из Беверли-Хиллз[англ.] / The Beverly Hillbillies — Хамфри, шофёр (в 2 эпизодах[англ.])
- 1965 — Шоу Джоуи Бишопа[англ.] / The Joey Bishop Show — Арт Фрисби (в эпизоде The Weed City Story[англ.])
- 1965 — Беглец / The Fugitive — Чарли (в эпизоде Nicest Fella You'd Ever Want to Meet[англ.])
- 1965, 1968 — Вирджинец[англ.] / The Virginian — разные роли (в 2 эпизодах[англ.])
- 1965, 1969 — Диснейленд[англ.] / Disneyland — Поп, стражник двери на сцену (в 2 эпизодах)
- 1966 — Спасай свою жизнь[англ.] / Run for Your Life — пьяный прихожанин (в эпизоде Strangers at the Door)
- 1966 — Напряги извилины / Get Smart — агент № 8 (в эпизоде Dear Diary)
- 1966 — Бэтмен / Batman — Старый Макдональд (в эпизоде The Yegg Foes in Gotham[англ.])
- 1966—1967, 1969 — Шоу Красного Скелета[англ.] / The Red Skelton Show — разные роли (в 4 выпусках)
- 1966—1967, 1971 — Моя жена меня приворожила / Bewitched — разные роли (в 3 эпизодах)
- 1967 — Девушка от Д.Я.Д.И.[англ.] / The Girl from U.N.C.L.E. — Джен Стрейч (в эпизоде The Moulin Ruse Affair)
- 1967 — Шоу Люси / The Lucy Show — Старый Дядя Джо (в 2 эпизодах[англ.])
- 1967 — The Monkees / The Monkees — разные роли (в 2 эпизодах[англ.])
- 1967—1968 — Симаррон Стрип[англ.] / Cimarron Strip — разные роли (в 2 эпизодах)
- 1967, 1969 — Сеть[англ.] / Dragnet — разные роли (в 3 эпизодах)
- 1968 — Гомер Куча, морпех[англ.] / Gomer Pyle, U.S.M.C. — мистер Фергюсон (в эпизоде Gomer Goes Home[англ.])
- 1968 — Станция Юбочкино[англ.] / Petticoat Junction — дедушка Дженсон (в 3 эпизодах[англ.])[10]
- 1968 — Дымок из ствола / Gunsmoke — дядя Финни (в эпизоде Uncle Finney[англ.])
- 1969 — Банда стариков[англ.] / The Over-the-Hill Gang — старик
- 1969 — Хорошие парни[англ.] / The Good Guys — мистер Кайли (в эпизоде A Chimp Named Sam)
- 1970 — Смелые: Новые доктора[англ.] / The Bold Ones: The New Doctors — Майкл Палермо (в эпизоде If I Can't Sing, I'll Listen[англ.])
- 1970 — Призрак и миссис Мьюр[англ.] / The Ghost & Mrs. Muir — мистер Хомер (в эпизоде Pardon My Ghost)
- 1970 — Доктор Маркус Уэлби / Marcus Welby, M.D. — мистер Траскотт (в эпизоде Epidemic[англ.])
- 1970 — Няня и профессор[англ.] / Nanny and the Professor — Хавермайер (в эпизоде The Great Broadcast of 1936)
- 1970 — Банда стариков снова в седле[англ.] / The Over-the-Hill Gang Rides Again — шафер
- 1970, 1972—1973 — Любовь по-американски[англ.] / Love, American Style — разные роли (в 3 эпизодах)
- 1970—1974 — Адам-12[англ.] / Adam-12 — разные роли (в 5 эпизодах[англ.])
- 1971 — Шоу Мэри Тайлер Мур / The Mary Tyler Moore Show — старик (в эпизоде Second Story Story[англ.])
- 1971 — Мэйберри[англ.] / Mayberry R.F.D. — мистер Бенсон (в эпизоде Goober, the Hero[англ.])
- 1971 — О’Хара, министр финансов США[англ.] / O'Hara, U.S. Treasury — Лен Клэнси (в пилотном т/ф с названием «Операция Кобра»)
- 1971 — По прозвищу Смит и Джонс[англ.] / Alias Smith and Jones — ювелир (в эпизоде Never Trust an Honest Man)
- 1971, 1973—1976 — Все в семье / All in the Family — Джастин Куигли (в 5 эпизодах[англ.])[11]
- 1973 — Семейка Брейди / The Brady Bunch — Джетро Коллинс (в эпизоде Bobby's Hero[англ.])
- 1973 — Повышение температуры[англ.] / Temperatures Rising — мистер Пибоди (в эпизоде Panic in the Sheets[англ.])
- 1973 — Сэнфорд и сын[англ.] / Sanford and Son — мистер Мэллой (в эпизоде Home Sweet Home for the Aged)
- 1973 — А вот и Люси[англ.] / Here's Lucy — мистер Робертсон (в эпизоде Lucy and Joan Rivers Do Jury Duty)
- 1973 — Улицы Сан-Франциско / The Streets of San Francisco — Элмер Пирс (в эпизоде Winterkill[англ.])
- 1974 — Рода / Rhoda — спящий старик (в эпизоде The Honeymoon[англ.])
- 1974—1976 — Вечернее шоу с Джонни Карсоном / The Tonight Show Starring Johnny Carson — в роли самого себя (в 13 выпусках)[12]
- 1975 — Критическое положение![англ.] / Emergency! — разные роли (в 2 эпизодах[англ.])
- 1975 — ? / Switch — старик (в эпизоде The Deadly Missiles Caper)
- 1976 — Филлис[англ.] / Phyllis — Артур Лэнсон (в 3 эпизодах)